# Igeum-dong

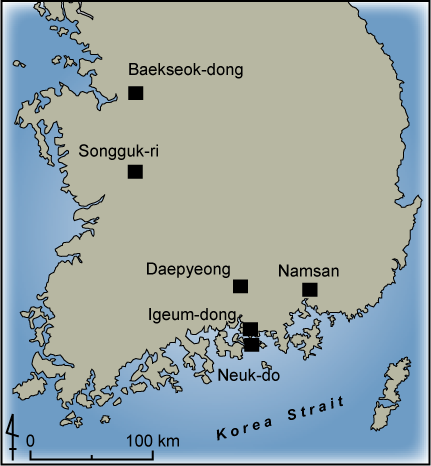
Carte représentant les principaux sites de la culture Mumun dans le sud de la Corée

Igeum-dong (coréen 이금동) est le nom d'un site archéologique de l'Âge du bronze, représentant le Mumun moyen (-700 à -550) et situé près de la ville de Sacheon, en Corée du Sud. Il montre que des chefferies se sont formées en Corée dès cette époque.
Ce site contient un cimetière de 63 tombes, dont certaines sont richement dotées, 25 maisons à plancher surélevé, dont les deux plus grandes connues de la Corée préhistorique, 5 fossés, une palissade et 27 maisons semi-enterrées. La structure interne montre que cet établissement était divisé en au moins trois zones : l'une mortuaire, l'autre pour les fêtes et la dernière résidentielle. 

## Historique
Les fouilles ont été conduites de 1997 à 1999.

## Datation
La datation (700 à 550 av. J.-C.) repose sur une analyse au radiocarbone et sur le style de la céramique et des maisons. 

## Le cimetière
Le cimetière se caractérise par un certain nombre de sépultures de personnes ayant eu un statut élevé et par un pavement fait de galets arrondis qui relie les tombes entre elles. Les tombes individuelles ont d'abord été construites avec une ceinture de petits pavés, mais, avec le temps, elles se sont retrouvées interconnectées par leurs nombreuses voisines. Le pavement lui-même a dû servir d'autel rituel pour les offrandes et le dépôt de récipients en céramique rouge brunie. La longueur totale de ce cimetière est de plusieurs centaines de mètres.
Parmi les objets exhumés des tombes, on a trouvé deux poignards en bronze du style du Liaoning. Les autres tombes ont livré des centaines d'ornements tubulaires en jade, des poignards en pierre polie et de la céramique rouge brunie.

## Les bâtiments surélevés
Le cimetière se trouve à côté de deux long bâtiments dont le plancher est surélevé. L'un est long de 29 mètres pour une surface de 174 m2, l'autre est long de 26 mètres pour une surface de 130 m2. De la céramique a été retrouvée à leurs alentours ce qui indiquerait qu'ils ont été utilisés pour des fêtes ou des réunions. Alternativement, ces bâtiments ont pu servir de logement pour les chefs ou pour l'élite locale.

## Le village
Les deux grands bâtiments séparent le cimetière de la zone résidentielle. Cette zone est formée par des maisons semi-enterrées caractéristiques de la fin du Mumun moyen du style de Songguk-ri. En outre, des maisons surélevées de tailles et de formes variées sont présentes. Les maisons proches des deux bâtiments principaux sont les plus grandes tandis que les maisons les plus éloignées sont de plus en plus petites et toutes semi-enterrées. 

## Analyse
La particularité d'Igeum-dong réside dans le fait que le village est très structuré. Certains archéologues suggèrent qu'Igeum-dong était le centre d'une petite chefferie. D'autres cimetières du Mumun moyen comportant des objets en bronze ont été retrouvés dans des lieux similaires à proximité de la mer, à Deokcheon-ri, Jeongyang-ri, Jindong-ri et Yulha-ri.
Les personnes de haut rang enterrées à Igeum-dong étaient peut-être les propriétaires des grands bâtiments. Elles devraient peut-être leur importance à leur implication dans le commerce entre la côte méridionale de la Corée, les régions intérieures du Gyeongnam, et le nord de Kyūshū, au Japon.